# Екмі
Екмі (англ. Acme) — село в Канаді, у провінції Альберта, у складі муніципального району Нігілл.

## Населення
За даними перепису 2016 року, село нараховувало 653 особи, показавши зростання на 0,0%, порівняно з 2011-м роком. Середня густина населення становила 263 осіб/км².
З офіційних мов обидвома одночасно володіли 20 жителів, тільки англійською — 625. Усього 35 осіб вважали рідною мовою не одну з офіційних, з них 5 — українську.
Працездатне населення становило 315 осіб (61,8% усього населення), рівень безробіття — 7,9% (8,6% серед чоловіків та 7,4% серед жінок). 88,9% осіб були найманими працівниками, а 7,9% — самозайнятими.
Середній дохід на особу становив $42 839 (медіана $36 480), при цьому для чоловіків — $58 327, а для жінок $27 821 (медіани — $48 128 та $22 240 відповідно).
26,5% мешканців мали закінчену шкільну освіту, не мали закінченої шкільної освіти — 36,3%, 38,2% мали післяшкільну освіту, з яких 20,5% мали диплом бакалавра, або вищий.
| Статево-вікова структура населення | Статево-вікова структура населення | Статево-вікова структура населення | Статево-вікова структура населення | Статево-вікова структура населення |
| ---------------------------------- | ---------------------------------- | ---------------------------------- | ---------------------------------- | ---------------------------------- |
|                                    |                                    |                                    |                                    |                                    |
| Всього                             | Всього                             | 53,4%46,6%                         |                                    |                                    |
| 0 — 14 років                       | 0 — 14 років                       |                                    | 18,3%                              | 18,3%                              |
| 15 — 64 років                      | 15 — 64 років                      |                                    | 66,4%                              | 66,4%                              |
| 65 і більше                        | 65 і більше                        |                                    | 15,3%                              | 15,3%                              |
| 85 і більше                        | 85 і більше                        |                                    | 0,8%                               | 0,8%                               |
| Середній вік (років)               | Середній вік (років)               | 40,742,1                           | 41,3                               | 41,3                               |
| Медіана (років)                    | Медіана (років)                    | 44,746,3                           | 45,6                               | 45,6                               |
| — чоловіки — жінки                 |                                    |                                    |                                    |                                    |

| Походження мешканців:     | Походження мешканців:     | Походження мешканців: | Походження мешканців: | Походження мешканців: |
| ------------------------- | ------------------------- | --------------------- | --------------------- | --------------------- |
| Походження                |                           |                       | осіб                  | %                     |
| Корінні американці        | Корінні американці        |                       | 50                    | 8.55%                 |
| Інше північноамериканське | Інше північноамериканське |                       | 205                   | 35.04%                |
| Європейське               | Європейське               |                       | 445                   | 76.07%                |
| британське                | британське                |                       | 285                   | 48.72%                |
| французьке                | французьке                |                       | 45                    | 7.69%                 |
| українське                | українське                |                       | 30                    | 5.13%                 |
| Карибське                 | Карибське                 |                       | 10                    | 1.71%                 |
| Азійське                  | Азійське                  |                       | 35                    | 5.98%                 |

| Зайнятість населення за галузями (за класифікацією NOC): | Зайнятість населення за галузями (за класифікацією NOC): | Зайнятість населення за галузями (за класифікацією NOC): | Зайнятість населення за галузями (за класифікацією NOC): | Зайнятість населення за галузями (за класифікацією NOC): |
| -------------------------------------------------------- | -------------------------------------------------------- | -------------------------------------------------------- | -------------------------------------------------------- | -------------------------------------------------------- |
|                                                          |                                                          |                                                          |                                                          |                                                          |
| Управління                                               | Управління                                               |                                                          | 19,7%                                                    | 19,7%                                                    |
| Бізнес, фінанси та адміністрування                       | Бізнес, фінанси та адміністрування                       |                                                          | 14,8%                                                    | 14,8%                                                    |
| Охорона здоров'я                                         | Охорона здоров'я                                         |                                                          | 6,6%                                                     | 6,6%                                                     |
| Освіта, правозахист, муніципальні та урядові служби      | Освіта, правозахист, муніципальні та урядові служби      |                                                          | 3,3%                                                     | 3,3%                                                     |
| Мистецтво, культура, відпочинок та спорт                 | Мистецтво, культура, відпочинок та спорт                 |                                                          | 3,3%                                                     | 3,3%                                                     |
| Роздрібна торгівля та послуги                            | Роздрібна торгівля та послуги                            |                                                          | 21,3%                                                    | 21,3%                                                    |
| Гуртова торгівля, транспорт та обладнання                | Гуртова торгівля, транспорт та обладнання                |                                                          | 16,4%                                                    | 16,4%                                                    |
| Природні ресурси, сільське господарство                  | Природні ресурси, сільське господарство                  |                                                          | 6,6%                                                     | 6,6%                                                     |
| Виробництво                                              | Виробництво                                              |                                                          | 8,2%                                                     | 8,2%                                                     |

## Клімат
Середня річна температура становить 3,3°C, середня максимальна – 22,4°C, а середня мінімальна – -19°C. Середня річна кількість опадів – 395 мм.
| Клімат поселення                              | Клімат поселення | Клімат поселення | Клімат поселення | Клімат поселення | Клімат поселення | Клімат поселення | Клімат поселення | Клімат поселення | Клімат поселення | Клімат поселення | Клімат поселення | Клімат поселення | Клімат поселення |
| Показник                                      | Січ.             | Лют.             | Бер.             | Квіт.            | Трав.            | Черв.            | Лип.             | Серп.            | Вер.             | Жовт.            | Лист.            | Груд.            |                  |
| Середній максимум, °C                         | −4,82            | −1,47            | 3,75             | 11,49            | 17,43            | 21,40            | 22,35            | 22,00            | 17,08            | 11,14            | 2,20             | −3,84            |                  |
| Середня температура, °C                       | −11,91           | −8,57            | −3,36            | 4,39             | 10,32            | 14,30            | 16,26            | 15,91            | 11,00            | 5,05             | −3,9             | −9,93            |                  |
| Середній мінімум, °C                          | −19,01           | −15,67           | −10,47           | −2,72            | 3,23             | 7,20             | 10,16            | 9,83             | 4,88             | −1,03            | −9,99            | −16,03           |                  |
| Норма опадів, мм                              | 15               | 12               | 17               | 22               | 49               | 75               | 63               | 54               | 45               | 15               | 15               | 13               |                  |
| Середньомісячна швидкість вітру, м/с          | 3.70             | 3.56             | 3.90             | 4.10             | 4.10             | 3.80             | 3.38             | 3.20             | 3.50             | 3.82             | 3.90             | 3.80             |                  |
| Середньомісячна сонячна радіація, кДж/м²·день | 4011             | 7443             | 12690            | 17314            | 20647            | 22016            | 23080            | 19515            | 13559            | 8163             | 4133             | 3025             |                  |
| --------------------------------------------- | ---------------- | ---------------- | ---------------- | ---------------- | ---------------- | ---------------- | ---------------- | ---------------- | ---------------- | ---------------- | ---------------- | ---------------- | ---------------- |
| Джерело:                                      |                  |                  |                  |                  |                  |                  |                  |                  |                  |                  |                  |                  |                  |